# Edyta Bielak-Jomaa

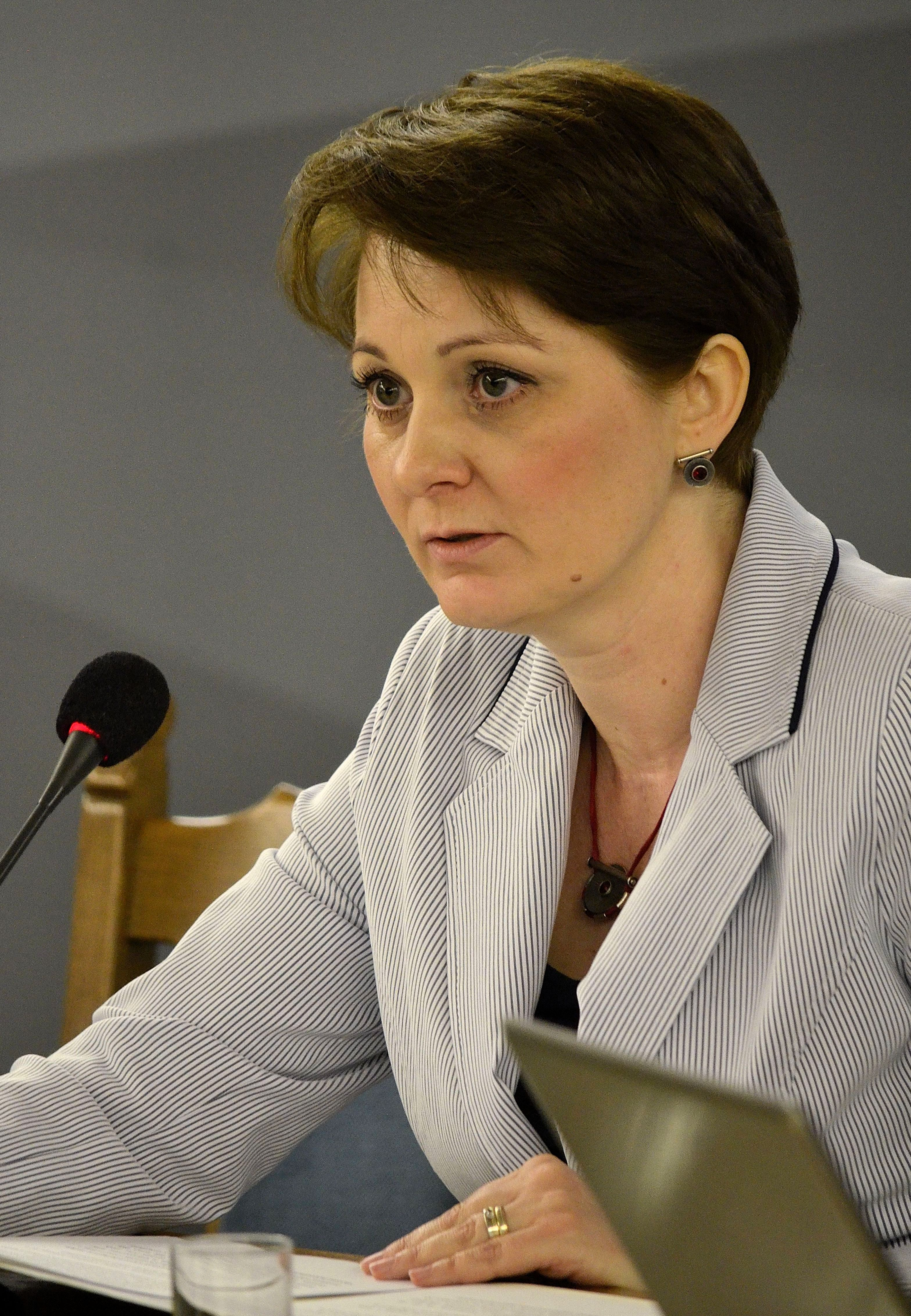
Edyta Bielak-Jomaa (2015)

Edyta Elżbieta Bielak-Jomaa (* 10. Mai 1972 in Sandomierz) ist eine polnische Juristin und Hochschullehrerin für Arbeits-, Sozialrecht und Datenschutz. Sie war von 2015 bis 2018 die letzte Generalinspektorin für den Schutz personenbezogener Daten (GIODO) und in der Folge bis 2019 erste Präsidentin (PUODO) des neu geschaffenen Amtes für den Schutz personenbezogener Daten ihres Landes.

## Beruf
Bielak-Jomaa studierte Rechtswissenschaft an der Universität Łódź, wo sie auch promoviert wurde. Im Jahr 2003 wurde sie dort zum Assistenzprofessor an der Abteilung für Arbeitsrecht berufen. Seit 2012 leitet Bielak-Jomaa Aufbaustudiengänge für Datenschutz. Die Leitung des polnischen Zentrums für den Schutz personenbezogener Daten und Informationsmanagement im Bereich des internationalen Arbeitsrechts übernahm sie im folgenden Jahr.
Im März 2015 wurde sie von der Bürgerplattform Platforma Obywatelska (PO) für das Amt der Generalinspektorin für den Schutz personenbezogener Daten vorgeschlagen. Ihr Gegenkandidat war Sylweriusz Marcin Królak von der konservativen Volkspartei PSL. Vom 22. April 2015 bis 24. Mai 2018 war sie Generalinspektorin für Datenschutz (Generalny Inspektor Ochrony Danych Osobowych, GIODO). Am folgenden Tag übernahm sie die Präsidentschaft der neuen, polnischen Behörde für die Umsetzung der Datenschutz-Grundverordnung (Prezes Urzędu Ochrony Danych Osobowych, PUODO). Ihr Nachfolger wurde am 16. Mai 2019 Jan Nowak auf Vorschlag der nationalkonservativen PiS.
Bielak-Jomaa lehrt Arbeitsrecht, europäisches Sozialrecht und Datenschutz an den Universitäten in Łódź, Kielce und Piotrków Trybunalski. Hinzu kommen Vorträge zur Gleichstellung im Rahmen des Programms „Rożni ale równi” (Anders, aber gleich). Sie ist Autorin von über 20 wissenschaftlichen Veröffentlichungen und spricht Englisch, Russisch und Deutsch.

## Sonstiges
Die Zeitschrift Dziennik Gazeta Prawna (DGP) führte Bielak-Jomaa 2015 auf Platz 35 der 50 einflussreichsten Juristen des Landes.